# ペマ・ティンレー

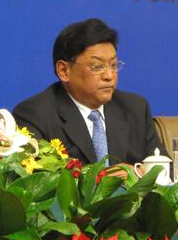
ペマ・ティンレー

ペマ・ティンレー（padma 'phrin las、白瑪赤林、1951年 - ）は、2010年代前半の西蔵自治区人民政府主席。テンチェン県出身。2010年より2012年12月まで在職。
日本語では、漢字表記からの重訳より、バイマ・チリン、バイマチリンとも。